# John Ranch
John Raymond "JR" Ranch (født 16. november 1940 i Sydney) er en australsk tidligere roer.
Ranch var en del af den australske otter, der vandt sølv ved OL 1968 i Mexico City, Mexico. Australierne fik sølv efter en finale, hvor Vesttyskland sikrede sig guldmedaljerne, mens Sovjetunionen vandt bronze. Den øvrige besætning i den australske båd var Alf Duval, Joe Fazio, Peter Dickson, David Douglas, Michael Morgan, Gary Pearce, Bob Shirlaw og styrmand Alan Grover.

## OL-medaljer
- 1968:  Sølv i otter